# Ismael Silva Lima
Ismael Silva Lima (Ceará, Brasil, 1 de diciembre de 1994), más conocido como Mael, es un futbolista brasileño que juega como centrocampista en el Ajmat Grozni de la Liga Premier de Rusia.

## Estadísticas

### Clubes
La siguiente tabla detalla los encuentros disputados y los goles marcados por Mael en los clubes en los que ha militado.
| Club                   | Temporada           | Liga | Liga | Copas nacionales * | Copas nacionales * | Copas internacionales ** | Copas internacionales ** | Total | Total |
| Club                   | Temporada           | PJ   | G    | PJ                 | G                  | PJ                       | G                        | PJ    | G     |
| ---------------------- | ------------------- | ---- | ---- | ------------------ | ------------------ | ------------------------ | ------------------------ | ----- | ----- |
| Crateús E. C. · Brasil | 2012                | 9    | 0    | 0                  | 0                  | 0                        | 0                        | 9     | 0     |
| Crateús E. C. · Brasil | Total               | 9    | 0    | 0                  | 0                  | 0                        | 0                        | 9     | 0     |
| Kalmar FF · Suecia     | 2013                | 24   | 3    | 2                  | 0                  | 0                        | 0                        | 24    | 3     |
| Kalmar FF · Suecia     | 2014                | 18   | 0    | 0                  | 0                  | 0                        | 0                        | 18    | 0     |
| Kalmar FF · Suecia     | Total               | 42   | 3    | 2                  | 0                  | 0                        | 0                        | 42    | 3     |
| Total en su carrera    | Total en su carrera | 51   | 3    | 2                  | 0                  | 0                        | 0                        | 51    | 3     |